# Chelidura nuristanica
Chelidura nuristanica – gatunek skorka z rodziny skorkowatych i podrodziny Anechurinae.
Gatunek ten opisany został po raz pierwszy w 1977 roku przez Henrika Steinmanna jako Anechura nuristanica. Opisu dokonano na podstawie pojedynczego samca, odłowionego w Kamdeshu. Do rodzaju Chelidura przeniesiony został przez tego samego autora w 1990 roku.
Skorek ten ma stosunkowo krępe ciało. Jedyny znany okaz – holotypowy samiec ma 12 mm długości ciała i 7,2 mm długości szczypiec. Ubarwiony jest rudobrązowo z jasnobrązową głową i jasnożółtymi odnóżami. Nieco szersza od przedplecza głowa ma oczy krótsze niż pierwszy człon czułków, który z kolei jest krótszy niż rozstaw czułków. Czułki buduje 13 członów, z których trzeci jest zauważalnie dłuższy niż czwarty. Wyraźnie szersze niż dłuższe przedplecze ma przednią krawędź silnie poprzeczną, ale krótszą od tylnej. Pod szczątkowymi pokrywami brak jest skrzydeł tylnej pary. Śródplecze i zaplecze mają kształt łusek. Szeroki, stopniowo ku tyłowi rozszerzony odwłok ma ostatni tergit dwukrotnie szerszy niż długi. Pygidium jest od góry niewidoczne. Przysadki odwłokowe (szczypce) mają szeroko odseparowane, walcowate, stopniowo zwężające się, w widoku bocznym tylko ledwo co zagięte dobrzusznie, w widoku od góry długo proste i potem lekko do wewnątrz zakrzywione ramiona o ostrych końcach. Narządy rozrodcze samca są duże i szerokie, o dobrze rozwiniętych, dość szerokich, delikatnie się do wewnątrz zakrzywiających paramerach zewnętrznych oraz z długą, zaopatrzoną w  pęcherzyk nasadowy virgą i zesklerotyzowanąpłytką przyległą w płacie genitalnym.
Owad palearktyczny, endemiczny dla Afganistanu, znany tylko z Nurestanu.